# Idiocerus flammeus
Idiocerus flammeus är en insektsart som beskrevs av Henry Fairfield Osborn 1924. Idiocerus flammeus ingår i släktet Idiocerus och familjen dvärgstritar. Inga underarter finns listade i Catalogue of Life.